# День специального отряда быстрого реагирования
День специального отряда быстрого реагирования — профессиональный праздник сотрудников СОБР ФСВНГ Российской Федерации, который отмечается в России ежегодно 9 ноября.

## История и празднование
9 ноября 1978 года в Союзе Советских Социалистических Республик, на основании приказа МВД СССР № 0707, создан первый отряд милиции специального назначения при Главном управлении внутренних дел Мосгорисполкома. Тогда ОМСН создавался прежде всего для оперативного реагирования и своевременного предотвращения чрезвычайных происшествий во время проведения предстоящих в 1980 году в столице СССР Летних Олимпийских игр.
11 февраля 2004 года ВрИО Министра Внутренних Дел (впоследствии министр внутренних дел), генерал-полковник милиции Рашид Гумарович Нургалиев издал приказ № 85, в котором говорилось:

1. Считать 9 ноября 1978 года датой создания отрядов милиции специального назначения. 2. Объявить 9 ноября Днём отрядов милиции специального назначения системы МВД России. 3. Начальникам Службы криминальной милиции, ГУБОП СКМ МВД России, министрам внутренних дел, начальникам ГУВД, УВД субъектов Российской Федерации ежегодно отмечать День отрядов милиции специального назначения системы МВД России, поощрять особо отличившихся сотрудников этих отрядов.

В 2005 году, исполняя собственный же приказ, в рамках торжественного мероприятия посвященного «Дню отрядов милиции специального назначения» Рашид Нургалиев лично вручил государственные награды, нагрудные знаки и ценные подарки сотрудникам ОМСН «Рысь», отличившимся при выполнении поставленных задач.
9 ноября 2009 года, первый заместитель Министра внутренних дел генерал-полковник милиции Михаил Суходольский, обращаясь к бойцам милицейского спецназа, поздравил их с профессиональным праздником и сказал, в частности, следующее:

Когда мы говорим «сотрудник Отряда милиции особого, специального назначения или быстрого реагирования», то под этим понимаем высокопрофессионального физически подготовленного сотрудника, — сказал в своем обращении к присутствующим Михаил Суходольский. — Очень многие молодые ребята, учащиеся средних школ и даже дети стараются быть похожими на вас. И, я думаю, что в ближайшем будущем наступит тот момент, когда не будет отбоя от желающих попасть в ваш отряд. Должен отметить, что уже сегодня некомплект личного состава в ОМОН и СОБР практически сведен к нулю. Командиры отрядов по всей стране имеют возможность отбирать самых лучших из лучших, достойных из достойных, для службы в этих отрядах.